# یازدهمین جشنواره بین‌المللی فیلم برلین
یازدهمین  دوره جشنواره بین‌المللی فیلم برلین ۲۴ ژوئن تا ۵ ژوئیه ۱۹۶۱ ادامه پیدا کرد. که در نهایت فیلم شب برنده خرس طلایی شد.

## بخش رقابتی

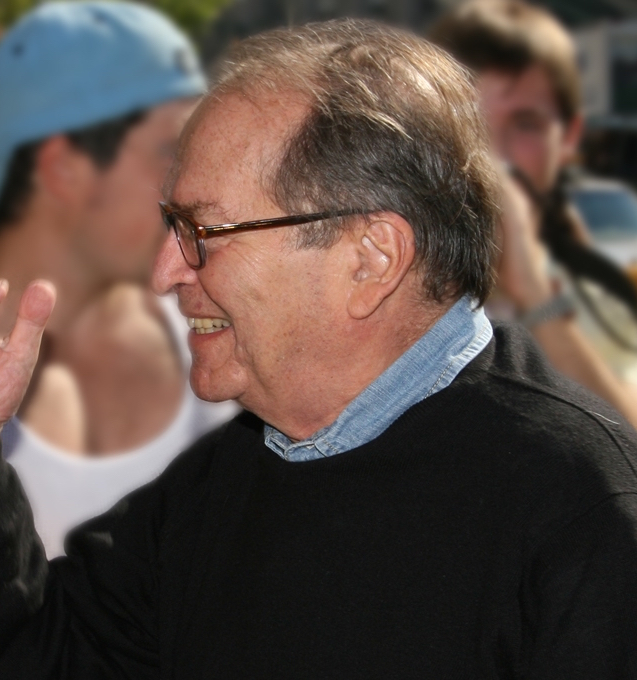
شب، برنده بهترین فیلم برای میکل‌آنجلو آنتونیونی

| عنوان انگلیسی              | عنوان اصلی                    | کارگردان(ها)                             | کشور تولید کننده |
| -------------------------- | ----------------------------- | ---------------------------------------- | ---------------- |
|                            | A Morte Comanda o Cangaço     | کارلوس کویمبرا                           | برزیل            |
| نوجوانان                   | Almurahikat                   | احمد ضیاء الدین                          | مصر              |
| آملی در زمان عشق           | Amélie ou le temps d'aimer    | میشل دراچ                                | فرانسه           |
|                            | آنتیگونه                      | جورج تزاولاس                             | یونان            |
|                            | آنورادها                      | هریشیکش موکرجی                           | هند              |
| معجزه پدر ملاکیداس         | Das Wunder des Malachias      | برنهارد                                  | اتریش            |
| در ازدواج آقای می سی سی پی | Die Ehe des Herrn Mississippi | کورت هافمن                               | آلمان            |
| منطقه از خطر               | I faresonen                   | Bjørn Breigutu                           | نروژ             |
| گلدان شکسته                | Kırık Çanaklar                | ممدوح یون                                | ترکیه            |
| پنج روز عشق                | L'Amant de cinq jours         | فیلیپ د بروکا                            | فرانسه           |
| ترور                       | L'assassino                   | الیو پتری                                | ایتالیا - فرانسه |
| The Night                  | شب                            | میکل‌آنجلو آنتونیونی                      | ایتالیا          |
|                            | La patota                     | دانیل تینایر                             | آرژانتین         |
| افراد جوان                 | Los jóvenes                   | لوئیس آلکوریزا                           | Mexico           |
| درشکه چی                   | Mabu                          | دائه جین کانگ                            | کره جنوبی        |
| مکبث                       | Macbeth                       | جورج شافر                                | آمریکا           |
|                            | Makkers Staakt uw Wild Geraas | فونس رادماکرس                            | هلند             |
| بدون عشق برای جانی         | No Love for Johnnie           | رالف توماس                               | بریتانیا         |
| ابریشم سیاه و سفید         | Prae dum                      | Rattana Pestonji, Ratanavadi Ratanabhand | تایلند           |
| هفت درخواست                | Question 7                    | استوارت روزنبرگ                          | آمریکا           |
| رومانوف و ژولیت            | Romanoff and Juliet           | پیتر اوستینوف                            | آمریکا           |
| لذت بردن از شرکت او        | The Pleasure of His Company   | جرج سیتون                                | آمریکا           |
|                            | Traumland der Sehnsucht       | ولفگانگ مولر شین                         | یونان            |
| اسکارلت کبوتر              | Tulipunainen kyyhkynen        | متی کاسیلا                               | فنلاند           |
| دو عاشق                    | Two Loves                     | چارلز والترز                             | آمریکا           |
| زن زن است                  | Une femme est une femme       | ژان-لوک گدار                             | فرانسه           |
| بد خواب خوب                | Warui yatsu hodo yoku nemuru  | آکیرا کوروساوا                           | ژاپن             |
|                            | Yi wan si qian ge zheng ren   | وانگ هائو                                | چین              |

## برندگان
| جایزه                             | به خاطر فیلم       | برنده               |
| --------------------------------- | ------------------ | ------------------- |
| خرس طلایی                         | شب                 | میکل‌آنجلو آنتونیونی |
| خرس نقره‌ای برای بهترین کارگردان   | معجزه پدر ملاکیداس | برنهارد             |
| خرس نقره‌ای برای بهترین بازیگر زن  | زن زن است          | آنا کارینا          |
| خرس نقره‌ای برای بهترین بازیگر مرد | بدون عشق برای جانی | پیتر فینچ           |